# 洛尔蒙
洛尔蒙（法語：Lormont，法語發音：[lɔʁmɔ̃]），法国西南部城市，新阿基坦大区吉伦特省的一个市镇，隶属于波尔多区，其市镇面积为7.35平方公里，2022年1月1日时人口数量为24,654人，在法国城市中排名第387位。
洛尔蒙位于吉伦特省中西部，加龙河右岸，距离波尔多大约10公里，是波尔多的一个近郊卫星城，也是波尔多的“北大门”，由波尔多前往法国中部和北部诸地的铁路及公路均由此通过。

## 地名来源
“洛尔蒙”一名来自拉丁语“Mons Laureus”，意为“月桂山”，而月桂在高卢文化中为一种神圣的植物。
洛尔蒙所处区域历史上曾通行加斯科涅方言，该地在奥克语维基百科以及OpenStreetMap中被标注为“Larmont”>。

## 历史

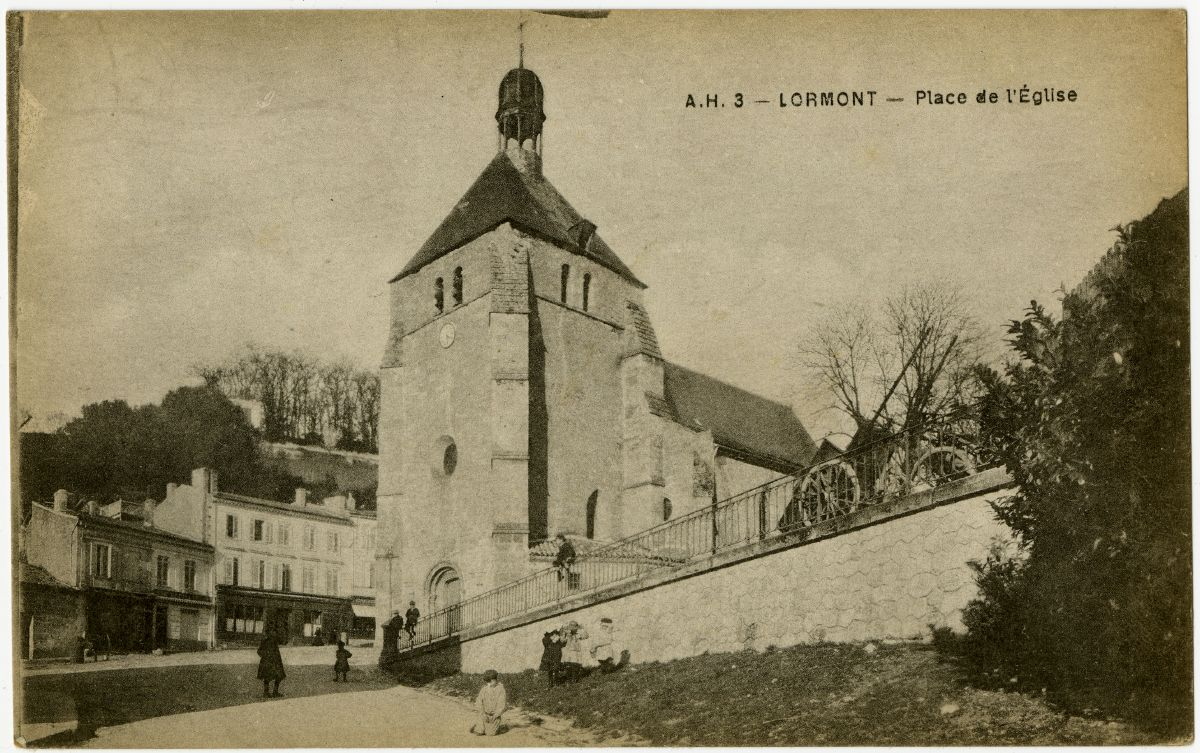
20世纪初的洛尔蒙教堂

洛尔蒙的早期历史尚不清楚，公元8世纪时，当地建成了一处圣马丁教堂，12世纪时洛尔蒙可能为金雀花王朝一名领主的领地。18世纪时，随着连接巴黎和波尔多之间道路的建成，洛尔蒙成为一个重要驿站。法国大革命后，洛尔蒙成为吉伦特省的一个市镇。工业革命期间，随着波尔多的城市扩张以及铁路的建成，洛尔蒙成为一个区域性的工业中心，造船和食品加工是彼时当地的经济支柱。二战后，洛尔蒙被规划为波尔多地区的一个集中式居民区，当地人口数量快速增加。连接洛尔蒙和波尔多市区的有轨电车A线于2003年12月建成通车。

## 地理

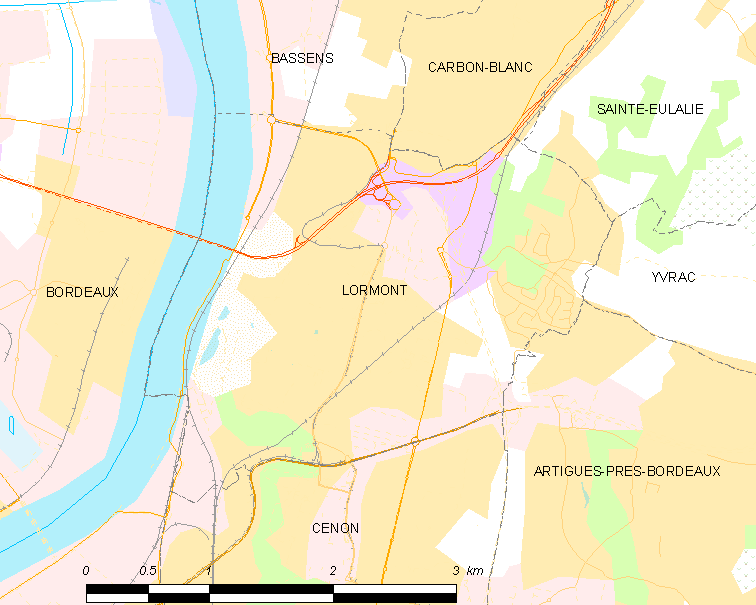
洛尔蒙市镇范围地图

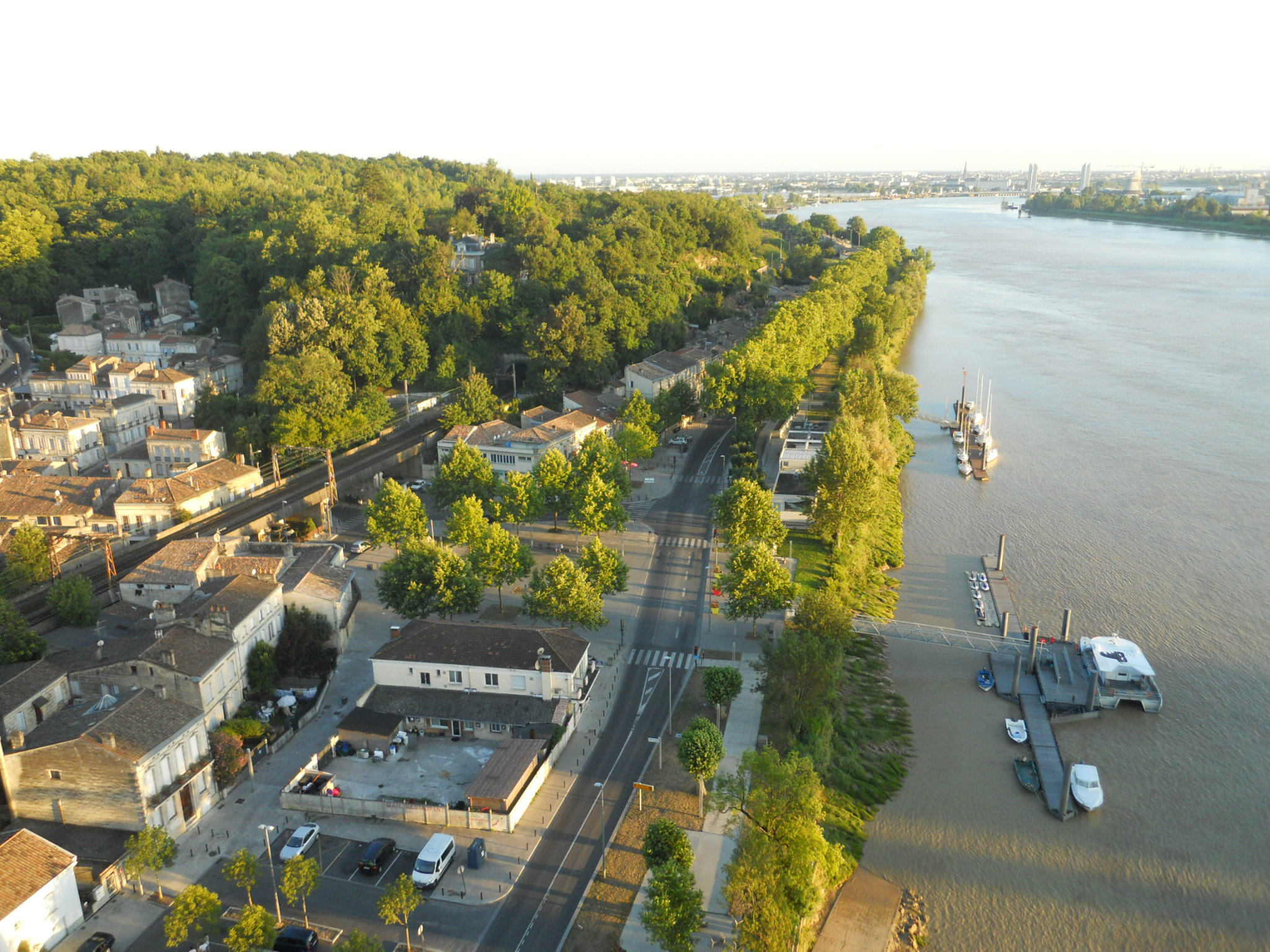
加龙河畔的洛尔蒙港口

洛尔蒙位于法国西南部，新阿基坦大区西部和吉伦特省中西部，距离省会波尔多大约10公里。与洛尔蒙接壤的市镇包括：巴桑斯、波尔多附近阿尔蒂格、波尔多、卡尔邦布朗、瑟农、圣厄拉利、伊夫拉克。

### 地形
洛尔蒙位于阿基坦平原腹地，境内以浅丘为主，市镇中心位于一处地势较为平坦的丘陵台面上，靠近加龙河畔的部分地带起伏明显，全境海拔在4到63米之间。

### 水文
加龙河干流自南向北流经市镇西界。

### 植被
洛尔蒙属于温带阔叶混交林区，位于加龙河右岸的洛尔蒙圣卡特里娜隐士公园是当地主要的城市绿地。
在鲜花城市的评比中，洛尔蒙暂未被评级。

### 气候
洛尔蒙在柯本气候分类法中属于温带海洋性气候，因其纬度相对偏低，加之受到全球气候变暖等因素影响，当地气候又有一定的亚热带特征。

## 行政区划
洛尔蒙的市镇编号为33249，邮政编号为33310。
在行政管理方面，洛尔蒙隶属于法国新阿基坦大区吉伦特省波尔多区；在地方选举方面，洛尔蒙是洛尔蒙县的中央投票站所在地，其市镇范围全境被划入吉伦特省第四选区；在社会管理方面，洛尔蒙是波尔多都会区的组成部分。
洛尔蒙的阿尔皮耶-万塞讷-花田（Alpilles-Vincennes-Bois Fleuri）、卡里耶（Carriet）和东热尼卡尔（Génicart Est）三个街区为城市政策优先街区，这三个街区实行自治制度。
法国国家统计与经济研究所（简称）在进行数据统计时，将洛尔蒙及相邻的另外72个市镇设为波尔多城市核心区，并将包括核心区在内的周边共251个市镇划为波尔多城市区。自2020年起，波尔多城市区被包含275个市镇的波尔多城市辐射区代替。此外，还将洛尔蒙市镇分为了10个“块区”（IRIS），以便于统计人口分布情况。

## 交通

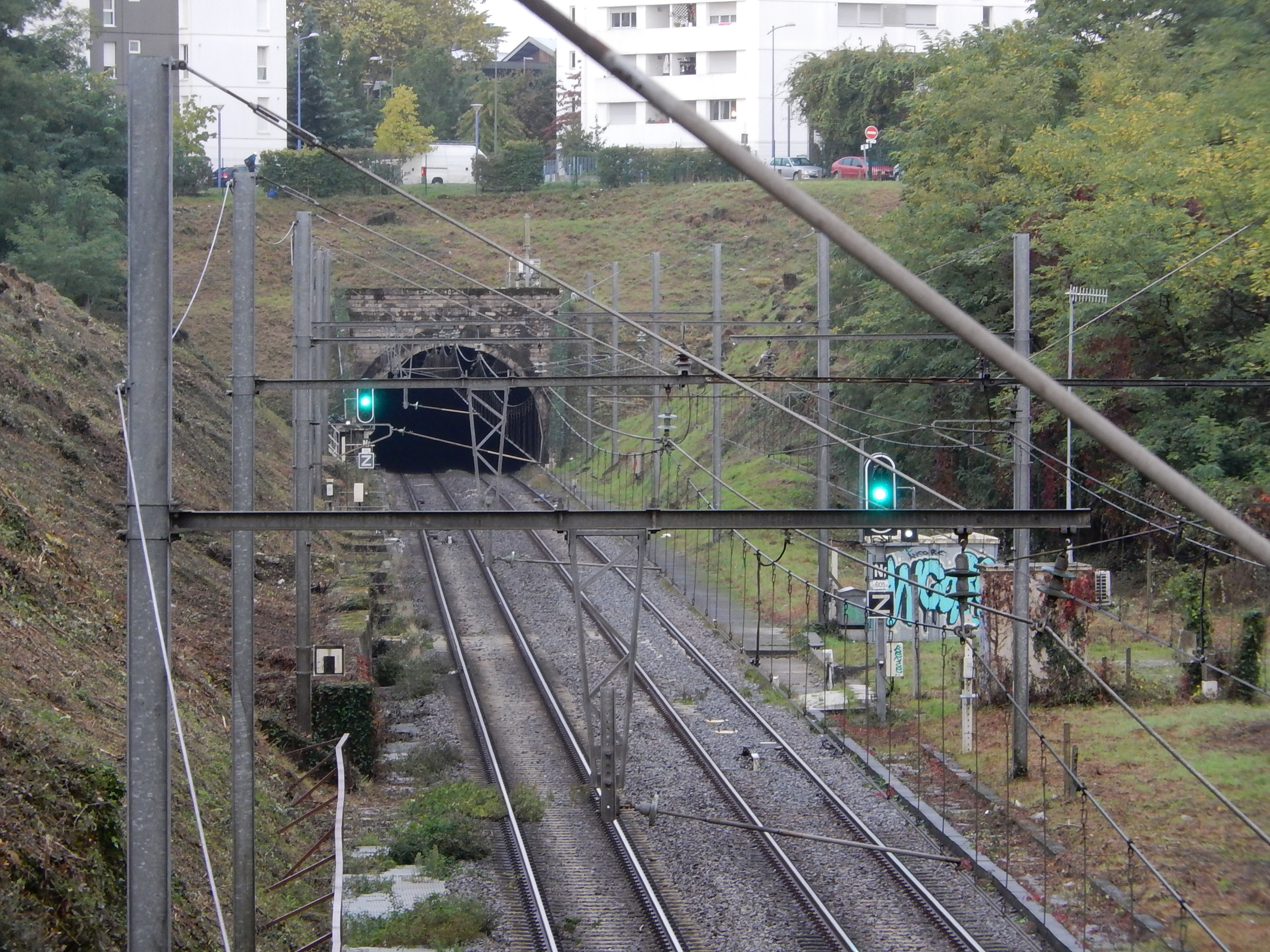
沙特尔－波尔多铁路洛尔蒙境内的拉马德隧道

### 公路
A10、A630两条高速公路以及多条吉伦特省省道在洛尔蒙境内交汇，新阿基坦大区下属的城际客运提供巴士线路，可前往周边部分市镇。
2018年，70.1%的洛尔蒙家庭拥有至少一辆私人汽车。2019年，洛尔蒙境内共发生各类交通事故45起，造成61人受伤。
| 2 | 1 |

| 波尔多 | 10 |

| 利布尔讷 | 28 |

| 梅里尼亚克 | 17 |

### 铁路
沙特尔－波尔多铁路、巴黎－波尔多铁路以及南部-大西洋欧洲高速铁路均经过洛尔蒙境内。
距离洛尔蒙最近的铁路车站为4公里外的瑟农站，该站停靠往返于波尔多和桑特以及昂古莱姆一线的区域列车。

### 航空
距离洛尔蒙最近的民用航空站为波尔多-梅里尼亚克机场，距离洛尔蒙市中心的公路里程约19公里。

### 城市公共交通
洛尔蒙是波尔多都会公共交通（商业名称为）的服务范围，后者是波尔多都会区的城市公共交通系统。截至2022年11月，该系统共包括四条有轨电车线路和数十条公交线路，其中波尔多有轨电车A线和公交7路、27路、32路、40路、64路、67路等经过了洛尔蒙市区。

## 政治

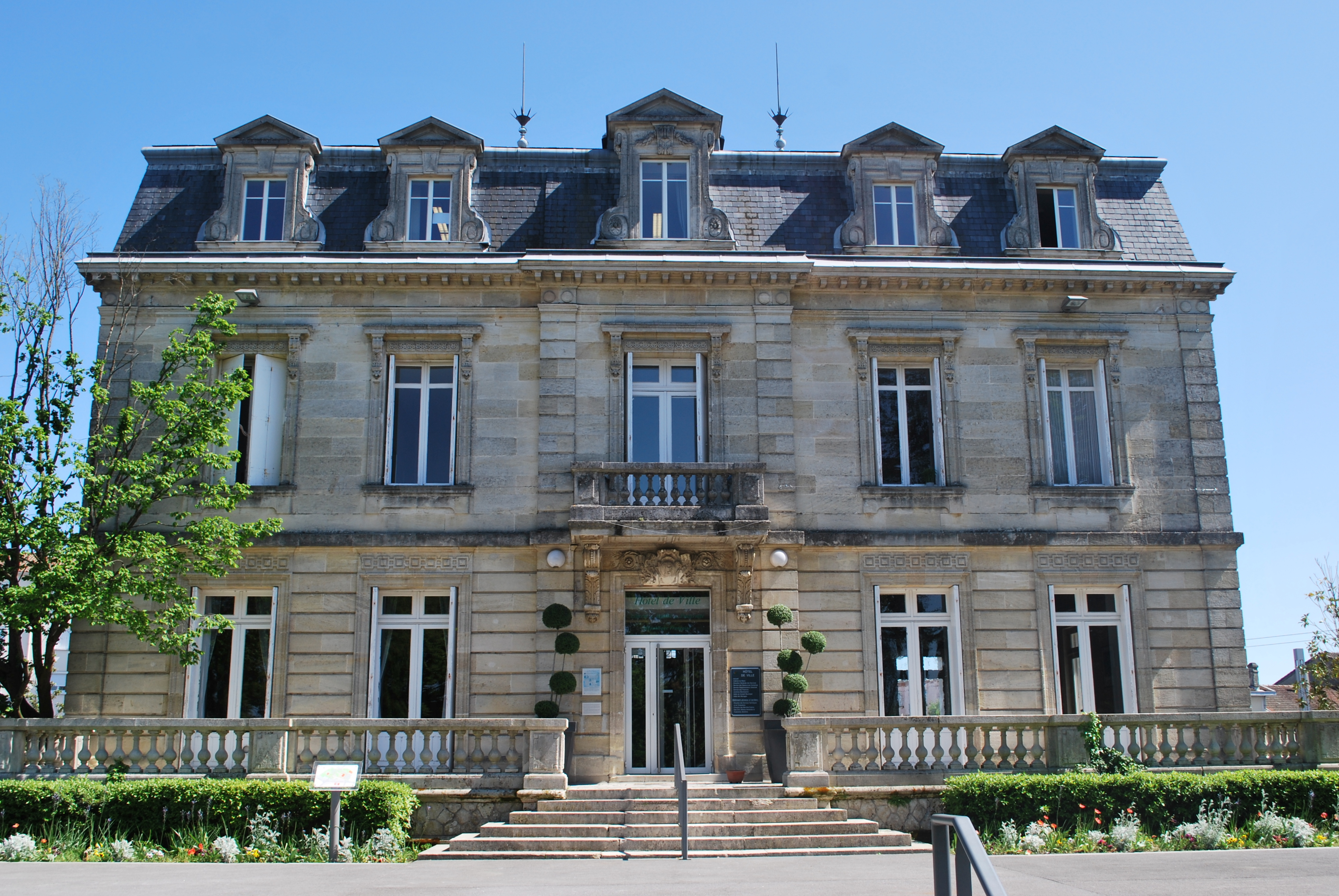
洛尔蒙市政厅

洛尔蒙的现任市长为让·图佐先生（Jean TOUZEAU），他是一名左翼无党派人士，在2020年的市政选举中获得了61.96%的支持率。
在2022年的法国总统大选中，法国第25任总统埃马纽埃尔·马克龙在洛尔蒙获得了63.3%的支持率。

## 人口
2018年，洛尔蒙市镇人口数量为23,128，在法国排名第387位。其中男性10,922人，女性12,206人，75岁及以上人口占6.4%，外籍人口数量为5,944人，人口密度为3,142人/平方公里，当地居民被称为（男性）或（女性）。2019年，洛尔蒙境内出生427人，死亡人口169人。
| 洛尔蒙1901年－2019年人口变化情况 |
|                                  |
| 数据来源：Cassini、INSEE         |

## 经济
洛尔蒙是波尔多附近的一个近郊卫星城。截止2022年9月，洛尔蒙市镇范围内共有各类用人单位（包含自雇）3,912家，平均历史为11年，其中99.1%为中小型企业（PME），2022年9月至11月间，当地的经济活力指数为0.18%。（汽车销售）、（奶制品销售）及（招聘中介）是当地2021年营业额最高的三个企业，分别为51,431,582欧元、43,981,834欧元和10,639,012欧元。

## 财政与居民收入
2020年，洛尔蒙的财政收入总额为34,594,700欧元，财政支出总额为33,786,800欧元，当年的债务总额为25,828,100欧元。2021年，洛尔蒙市镇共获得13,694,101欧元的国家财政补助，比上一年增加了1.33%。
2020年，洛尔蒙的人均月收入总额为1,893欧元，其中高级职员为3,042欧元，低于法国平均水平（4,320欧元）；中级职员为2,166欧元，低于法国平均水平（2,411欧元）；普通职员为1,649欧元，亦低于法国平均水平（1,740欧元）。
2018年，洛尔蒙境内的青壮年（15至64岁）失业率为21.8%，当地33.9%的家庭拥有纳税资格，平均纳税1,655欧元，低于法国平均水平（3,910欧元）。

## 社会事务

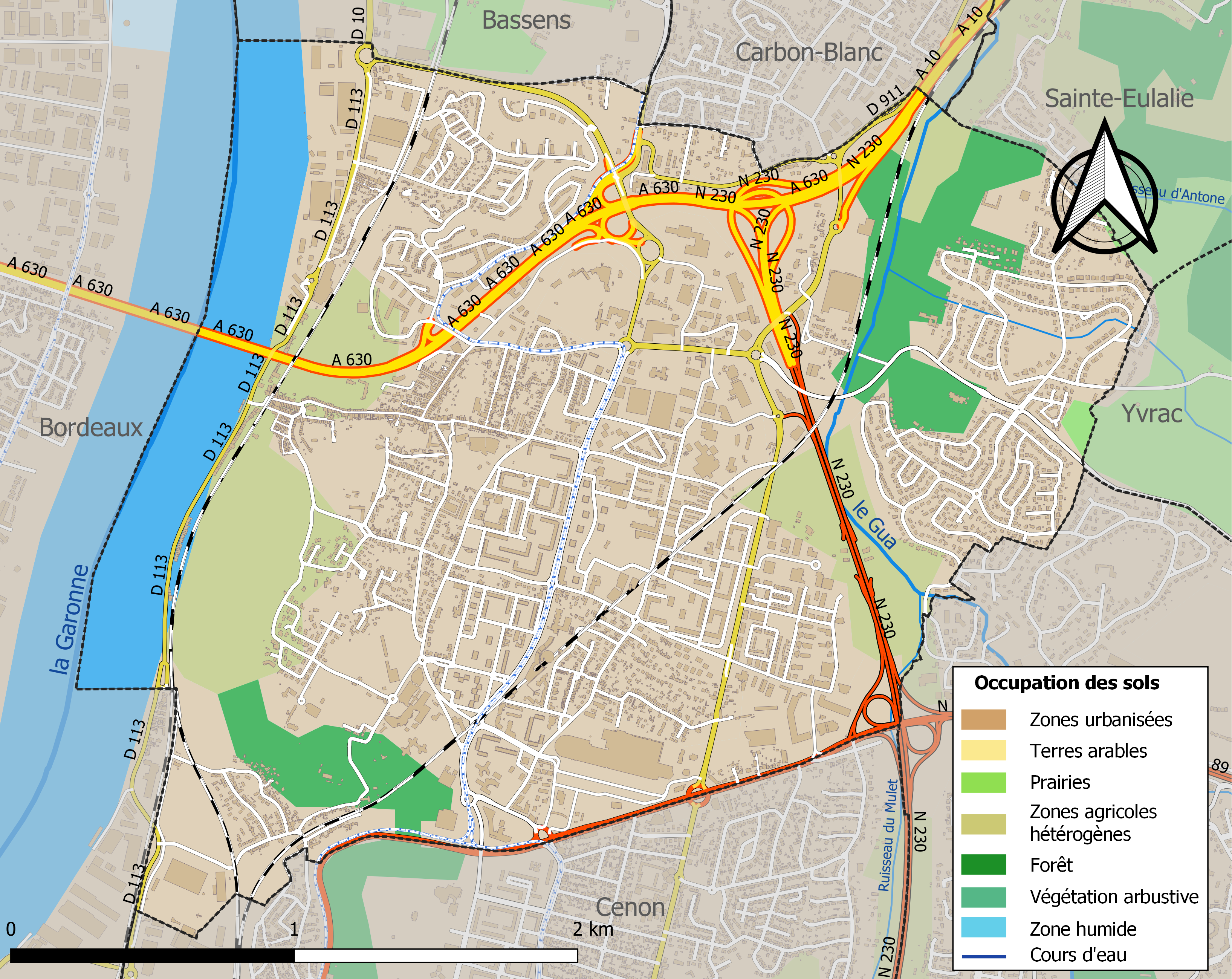
洛尔蒙土地利用情况地图

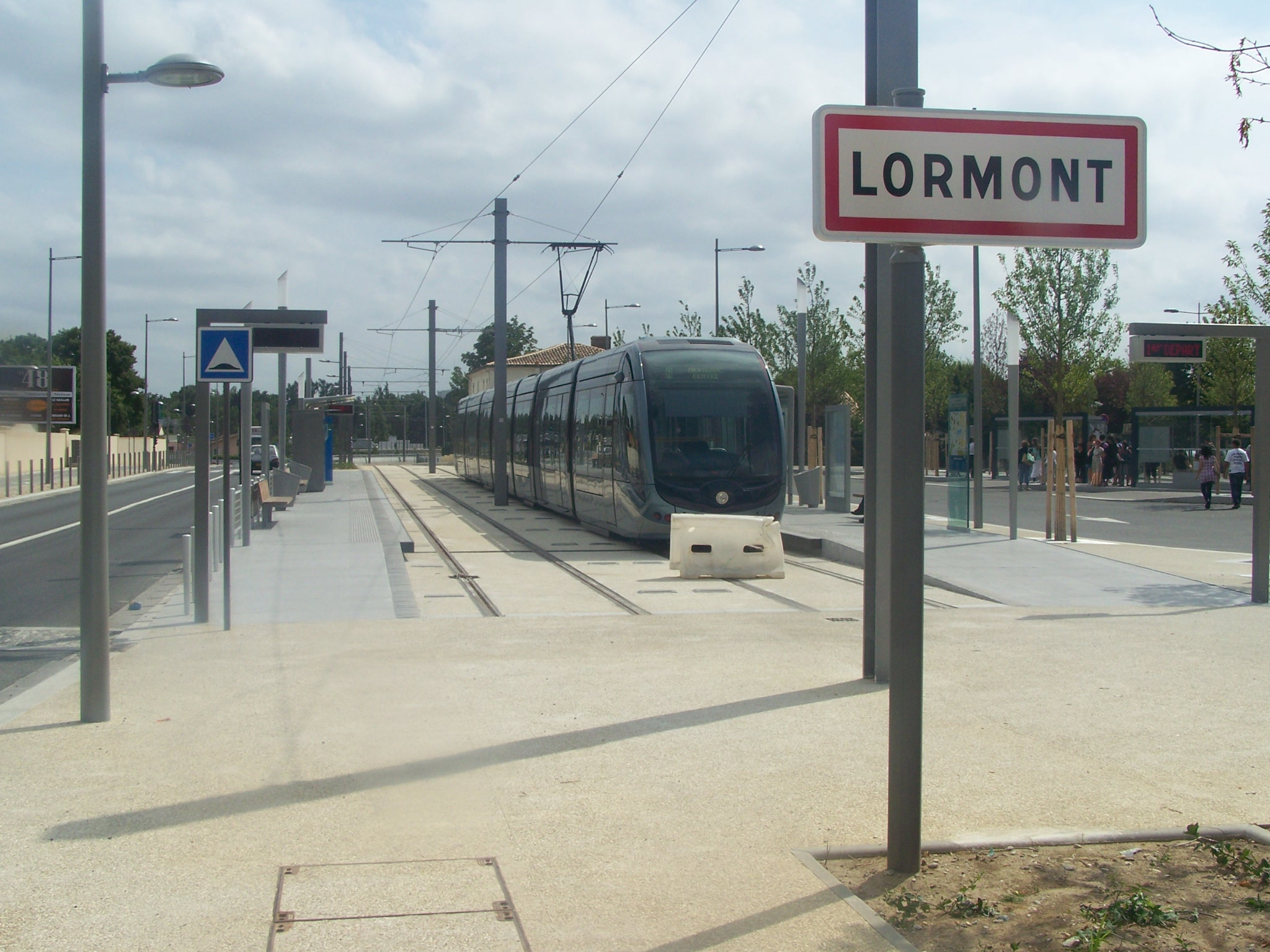
波尔多有轨电车A线的洛尔蒙起点站

### 教育
洛尔蒙属于波尔多学区。截止2020年1月1日，洛尔蒙境内共有8所幼儿园、8所小学、2所初级中学、2所普通高中和1所职业高中。 2018至2019学年度，洛尔蒙境内共有在校中等教育阶段学生2653名。

### 医疗
截止2020年1月1日，洛尔蒙境内共有全科医生48名、保健师48名、牙医17名、护士44名、耳科医生2名、眼科医生3名、皮肤科医生3名、助产士7名、儿科医生8名和妇科医生11名。境内共有药房9家、养老院1家、残疾人帮扶中心2家。
距离洛尔蒙最近的区域性医疗机构为波尔多大学中心医院，后者也是一个教学医院，其主病区“佩勒格兰医院”（Hôpital de Pellegrin）位于波尔多市区，距离洛尔蒙市区的正常车程约25分钟，该院设有床位1,408个，是当地规模最大的公立综合性医院。

### 住房
2018年，洛尔蒙境内共有各类住房10,656套，其中28.4%为独立式居民区，70.4%为集中式居民区。常住房屋占洛尔蒙市镇范围内居民建筑总量的93.3%。
在住房保障政策方面，2020年，洛尔蒙境内共有4,177户家庭获得了住房经济补助，受益人数占总人口数量的18.0%，其中4,051份为房租补助。

### 商业
2019年，洛尔蒙境内共有各类实体商铺867家，其中餐厅104家、大型超市7家、杂货店14家、面包房15家、肉铺5家、装饰品店6家、银行门店3家、美容美发店35家、汽车维修店42家。市区南部建有“四凉亭”商业中心（Centre Commercial 4 Pavillons），后者是一个大型集中式商业街区，其核心为一家家乐福购物超市。

### 体育
2020年，洛尔蒙境内共有1家游泳池、5间体育馆、1座综合体育场、9处网球场、3处足球或橄榄球场以及1处篮球或排球场。
截至2022年11月，洛尔蒙境内共有两家注册足球俱乐部。洛尔蒙体育联盟（US Lormont，编号509442）是当地的代表性足球队，其主队2022至2023赛季参加新阿基坦大区足球联赛甲组（法国第六级别），其主场为朱尔·拉杜梅格球场（Stade Jules Ladoumègue）。

### 环境
洛尔蒙的环境事务由其所属的波尔多都会区联合各级政府协调负责。2019年，洛尔蒙境内共有4家污染企业。

### 治安
2019年，洛尔蒙市镇范围内共有1处派出所。
洛尔蒙及其附近的共17个市镇是波尔多警区（zone police de Bordeaux）的管辖范围。2020年，该宪兵队累计记录各类案件51,593起，其中盗窃类案件35,113起，经济类案件4,480起，毒品交易类案件1,302起。

## 文化

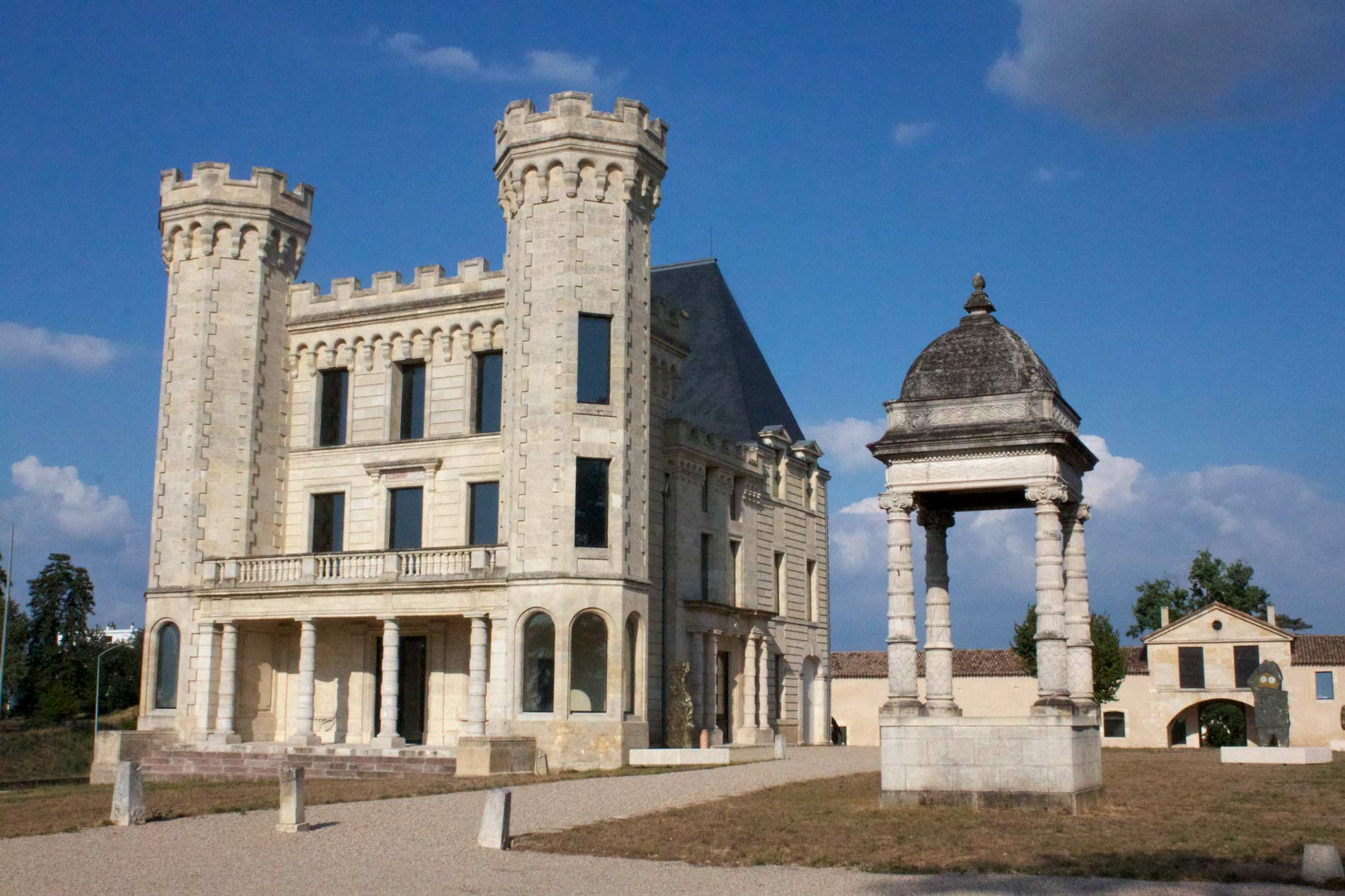
洛尔蒙城堡

2020年，洛尔蒙境内暂无任何文化设施。洛尔蒙市政府在该地建有“花林多媒体中心”（Médiathèque du Bois fleuri），每周二至六向公众开放。

### 建筑
洛尔蒙境内有多处历史建筑，其中法国国家文物保护单位包括洛尔蒙城堡、圣马丁教堂等。

### 旅游
洛尔蒙的旅游事务由其所属的波尔多都会区负责。2021年，洛尔蒙境内共有7家酒店共计479间房间。

### 媒体
法国主要的媒体均可在洛尔蒙接收，法国电视三台下属的新阿基坦大区频道在部分时段播出洛尔蒙所属区域的地方新闻。《西南报》、蓝色法兰西吉伦特广播、波尔多电视台等是当地主要的地方性媒体。

## 友好城市
截至2022年11月，洛尔蒙共与一座城市互为友好城市关系：
- 西班牙 卡斯特尔德费尔斯